# Jason Queally
Jason Queally (Chorley, Lancashire, 11 de maig de 1970) va ser un ciclista britànic especialista en pista. Guanyador de dues medalles als Jocs Olímpics de Sydney, també ha guanyat diferents medalles als Campionats del món en pista.

## Palmarès
- 1999
  - Campió d'Europa sub-23 en Velocitat per equips (amb Chris Hoy i Craig McLean)
- 2000
  -  Medalla d'or als Jocs Olímpics de Sydney en Quilòmetre contrarellotge
  -  Medalla de plata als Jocs Olímpics de Sydney en Velocitat per equips (amb Chris Hoy i Craig Maclean)
- 2003
  -  Campió de la Gran Bretanya en Quilòmetre
  -  Campió de la Gran Bretanya en Velocitat per equips
- 2005
  -  Campió del món de velocitat per equips (amb Chris Hoy i Jamie Staff)
- 2006
  -  Campió de la Gran Bretanya en Velocitat per equips
- 2010
  -  Campió d'Europa de Persecució per equips (amb Steven Burke, Edward Clancy i Andrew Tennant)
- 2011
  -  Campió de la Gran Bretanya en Velocitat per equips

### Resultats a laCopa del Món
- 1999
  - 1r a Ciutat de Mèxic i Fiorenzuola d'Arda, en Velocitat per equips
  - 1r a València, en Quilòmetre
- 2002
  - 1r a Moscou, en Velocitat per equips
- 2003
  - 1r a Ciutat del Cap, en Velocitat per equips
- 2004-2005
  - 1r a Manchester, en Velocitat per equips
  - 1r a Moscou, en Quilòmetre
- 2005-2006
  - 1r a Moscou, en Quilòmetre